# Pro Mazda Championship 2018
Het Pro Mazda Championship 2018 was het twintigste kampioenschap van de Formule Mazda. Rinus VeeKay werd kampioen met zeven overwinningen en werd zo de eerste Nederlander die het kampioenschap won.

## Teams en rijders
| Team                | Nr | Rijders            | Races      |
| ------------------- | -- | ------------------ | ---------- |
| BN Racing           | 78 | Kris Wright        | 1-6, 10-13 |
| BN Racing           | 78 | Toby Sowery        | 8-9        |
| BN Racing           | 79 | David Malukas      | Alle       |
| BN Racing           | 83 | Charles Finelli    | 1-14       |
| Cape Motorsports    | 3  | Oliver Askew       | Alle       |
| Cape Motorsports    | 8  | Nikita Lastochkin  | Alle       |
| DEForce Racing      | 11 | Kory Enders        | 3-4        |
| DEForce Racing      | 12 | James Raven        | 1-2        |
| DEForce Racing      | 12 | Moisés de la Vara  | 12-16      |
| Exclusive Autosport | 90 | Parker Thompson    | Alle       |
| Exclusive Autosport | 91 | Antonio Serravalle | 1-11       |
| Juncos Racing       | 1  | Carlos Cunha       | 1-13       |
| Juncos Racing       | 2  | Rinus VeeKay       | Alle       |
| Juncos Racing       | 9  | Robert Megennis    | Alle       |
| RP Motorsport       | 10 | Harrison Scott     | 1-11, 14   |
| RP Motorsport       | 10 | Felipe Drugovich   | 12-13      |
| RP Motorsport       | 27 | Lodovico Laurini   | 1-7        |
| RP Motorsport       | 27 | Raúl Guzmán        | 8-11       |
| RP Motorsport       | 27 | Mathias Soler-Obel | 12-14      |
| Team Pelfrey        | 80 | Rafael Martins     | 1-4        |
| Team Pelfrey        | 81 | Andrés Gutiérrez   | 1-6, 8-13  |
| Team Pelfrey        | 82 | Sting Ray Robb     | Alle       |

## Uitslagen
| Race | Datum       | Circuit                                     | Locatie            | Pole position   | Snelste ronde   | Meeste ronden aan de leiding | Winnaar         | Team                |
| ---- | ----------- | ------------------------------------------- | ------------------ | --------------- | --------------- | ---------------------------- | --------------- | ------------------- |
| 1    | 10 maart    | Stratencircuit Saint Petersburg             | St. Petersburg, FL | Oliver Askew    | Sting Ray Robb  | Parker Thompson              | Rinus VeeKay    | Juncos Racing       |
| 2    | 11 maart    | Stratencircuit Saint Petersburg             | St. Petersburg, FL | Rinus VeeKay    | Carlos Cunha    | Rinus VeeKay                 | Rinus VeeKay    | Juncos Racing       |
| 3    | 21 april    | Barber Motorsports Park                     | Birmingham, AL     | Parker Thompson | Parker Thompson | Parker Thompson              | Parker Thompson | Exclusive Autosport |
| 4    | 22 april    | Barber Motorsports Park                     | Birmingham, AL     | Parker Thompson | David Malukas   | Harrison Scott               | Harrison Scott  | RP Motorsport       |
| 5    | 11 mei      | Indianapolis Motor Speedway (binnencircuit) | Speedway, IN       | Oliver Askew    | David Malukas   | Rinus VeeKay                 | Harrison Scott  | RP Motorsport       |
| 6    | 12 mei      | Indianapolis Motor Speedway (binnencircuit) | Speedway, IN       | Oliver Askew    | Parker Thompson | Carlos Cunha                 | Parker Thompson | Exclusive Autosport |
| 7    | 25 mei      | Lucas Oil Raceway at Indianapolis           | Clermont, IN       | Parker Thompson | Parker Thompson | Parker Thompson              | Parker Thompson | Exclusive Autosport |
| 8    | 23 juni     | Road America                                | Elkhart Lake, WI   | David Malukas   | Toby Sowery     | David Malukas                | David Malukas   | BN Racing           |
| 9    | 24 juni     | Road America                                | Elkhart Lake, WI   | David Malukas   | Parker Thompson | David Malukas                | David Malukas   | BN Racing           |
| 10   | 14 juli     | Stratencircuit Toronto                      | Toronto, ON        | Rinus VeeKay    | Rinus VeeKay    | Rinus VeeKay                 | Rinus VeeKay    | Juncos Racing       |
| 11   | 15 juli     | Stratencircuit Toronto                      | Toronto, ON        | Rinus VeeKay    | Oliver Askew    | Rinus VeeKay                 | Rinus VeeKay    | Juncos Racing       |
| 12   | 28 juli     | Mid-Ohio Sports Car Course                  | Lexington, OH      | Rinus VeeKay    | Rinus VeeKay    | Rinus VeeKay                 | Rinus VeeKay    | Juncos Racing       |
| 13   | 29 juli     | Mid-Ohio Sports Car Course                  | Lexington, OH      | David Malukas   | Robert Megennis | Rinus VeeKay                 | Rinus VeeKay    | Juncos Racing       |
| 14   | 25 augustus | Gateway Motorsports Park                    | Madison, IL        | Harrison Scott  | Parker Thompson | Rinus VeeKay                 | Rinus VeeKay    | Juncos Racing       |
| 15   | 1 september | Portland International Raceway              | Portland, OR       | Rinus VeeKay    | Rinus VeeKay    | Oliver Askew                 | Oliver Askew    | Cape Motorsports    |
| 16   | 2 september | Portland International Raceway              | Portland, OR       | Rinus VeeKay    | Oliver Askew    | David Malukas                | David Malukas   | BN Racing           |

## Kampioenschap
| Pos | Rijder             | STP | STP | ALA | ALA | IMS | IMS | LOR | ROA | ROA | TOR | TOR | MOH | MOH | GAT | POR | POR | Punten |
| --- | ------------------ | --- | --- | --- | --- | --- | --- | --- | --- | --- | --- | --- | --- | --- | --- | --- | --- | ------ |
| 1   | Rinus VeeKay       | 1   | 1*  | 5   | 4   | 3*  | 14  | 4   | 5   | 5   | 1*  | 1*  | 1*  | 1*  | 1*  | 2   | 2   | 412    |
| 2   | Parker Thompson    | 2*  | 5   | 1*  | 2   | 5   | 1   | 1*  | 4   | 4   | 8   | 8   | 5   | 6   | 6   | 3   | 5   | 345    |
| 3   | Oliver Askew       | 5   | 6   | 7   | 12  | 2   | 4   | 6   | 9   | 8   | 4   | 2   | 6   | 3   | 5   | 1*  | 3   | 303    |
| 4   | David Malukas      | 7   | 2   | 3   | 5   | 7   | 10  | 11  | 1*  | 1*  | 9   | 9   | 2   | 13  | 8   | 4   | 1*  | 293    |
| 5   | Robert Megennis    | 3   | 16  | 14  | 6   | 14  | 8   | 3   | 8   | 10  | 12  | 3   | 3   | 2   | 2   | 5   | 7   | 269    |
| 6   | Carlos Cunha       | 4   | 3   | 10  | 3   | 4   | 2*  | 2   | 6   | 6   | 2   | 10  | 4   | 12  |     |     |     | 252    |
| 7   | Sting Ray Robb     | 6   | 4   | 9   | 10  | 13  | 3   | 5   | 11  | 9   | 11  | 7   | 9   | 4   | 9   | 6   | 6   | 231    |
| 8   | Harrison Scott     | 9   | 12  | 2   | 1*  | 1   | 12  | 12  | 3   | 3   | 13  | 14  |     |     | 3   |     |     | 223    |
| 9   | Nikita Lastochkin  | 8   | 7   | 11  | 11  | 6   | 9   | 9   | 12  | 11  | 5   | 4   | 11  | 8   | 11  | 7   | 4   | 209    |
| 10  | Charles Finelli    | 13  | 15  | 15  | DNS | 11  | 7   | 10  | 14  | 13  | 6   | 6   | 14  | 11  | 10  |     |     | 143    |
| 11  | Andrés Gutiérrez   | 14  | 8   | 4   | 7   | 12  | 5   |     | 10  | 7   | 10  | 12  | 12  | DNS |     |     |     | 137    |
| 12  | Kris Wright        | 12  | 14  | 13  | 14  | 10  | 6   |     |     |     | 7   | 5   | 10  | 10  |     |     |     | 110    |
| 13  | Antonio Serravalle | 11  | 13  | 16  | DNS | 9   | 11  | 8   | 13  | 12  | 14  | 11  |     |     |     |     |     | 102    |
| 14  | Lodovico Laurini   | 10  | 11  | 12  | 9   | 8   | 13  | 7   |     |     |     |     |     |     |     |     |     | 84     |
| 15  | Moisés de la Vara  |     |     |     |     |     |     |     |     |     |     |     | 13  | 9   | 4   | 8   | 8   | 75     |
| 16  | Toby Sowery        |     |     |     |     |     |     |     | 2   | 2   |     |     |     |     |     |     |     | 51     |
| 17  | Raúl Guzmán        |     |     |     |     |     |     |     | 7   | 14  | 3   | 13  |     |     |     |     |     | 51     |
| 18  | Mathias Soler-Obel |     |     |     |     |     |     |     |     |     |     |     | 8   | 7   | 7   |     |     | 48     |
| 19  | Rafael Martins     | 16  | 9   | 6   | 8   |     |     |     |     |     |     |     |     |     |     |     |     | 45     |
| 20  | Felipe Drugovich   |     |     |     |     |     |     |     |     |     |     |     | 7   | 5   |     |     |     | 31     |
| 21  | Kory Enders        |     |     | 8   | 13  |     |     |     |     |     |     |     |     |     |     |     |     | 21     |
| 22  | James Raven        | 15  | 10  |     |     |     |     |     |     |     |     |     |     |     |     |     |     | 17     |
| Pos | Rijder             | STP | STP | ALA | ALA | IMS | IMS | LOR | ROA | ROA | TOR | TOR | MOH | MOH | GAT | POR | POR | Punten |

| Kleur       | Resultaat                       |
| ----------- | ------------------------------- |
| Goud        | Winnaar                         |
| Zilver      | 2de plaats                      |
| Brons       | 3de plaats                      |
| Groen       | 4de en 5de plaats               |
| Lichtblauw  | 6de–10de plaats                 |
| Donkerblauw | Gefinisht (buiten de Top 10)    |
| Paars       | Niet gefinisht                  |
| Rood        | Niet gekwalificeerd (DNQ)       |
| Bruin       | Teruggetrokken (Wth)            |
| Zwart       | Gediskwalificeerd (DSQ)         |
| Wit         | Niet Gestart (DNS)              |
| Blank       | Nam geen deel aan de race (DNP) |
| Blank       | Niet geracet                    |

| Toegevoegde info |                                       |
| vet              | Pole positie (1 punt)                 |
| cursief          | Snelste ronde (1 punt)                |
| *                | Meeste ronden aan de leiding (1 punt) |

| Kleur       | Resultaat                       |
| ----------- | ------------------------------- |
| Goud        | Winnaar                         |
| Zilver      | 2de plaats                      |
| Brons       | 3de plaats                      |
| Groen       | 4de en 5de plaats               |
| Lichtblauw  | 6de–10de plaats                 |
| Donkerblauw | Gefinisht (buiten de Top 10)    |
| Paars       | Niet gefinisht                  |
| Rood        | Niet gekwalificeerd (DNQ)       |
| Bruin       | Teruggetrokken (Wth)            |
| Zwart       | Gediskwalificeerd (DSQ)         |
| Wit         | Niet Gestart (DNS)              |
| Blank       | Nam geen deel aan de race (DNP) |
| Blank       | Niet geracet                    |

| Toegevoegde info |                                       |
| vet              | Pole positie (1 punt)                 |
| cursief          | Snelste ronde (1 punt)                |
| *                | Meeste ronden aan de leiding (1 punt) |

| Positie | 1  | 2  | 3  | 4  | 5  | 6  | 7  | 8  | 9  | 10 | 11 | 12 | 13 | 14 | 15 | 16 | 17 | 18 | 19 | 20 |
| ------- | -- | -- | -- | -- | -- | -- | -- | -- | -- | -- | -- | -- | -- | -- | -- | -- | -- | -- | -- | -- |
| Punten  | 29 | 25 | 22 | 19 | 17 | 15 | 14 | 13 | 12 | 11 | 10 | 9  | 8  | 7  | 6  | 5  | 4  | 3  | 2  | 1  |

1991 · 1992 · 1993 · 1994 · 1995 · 1996 · 1997 · 1998 · 1999 · 2000 · 2001 · 2002 · 2003 · 2004 · 2005 · 2006 · 2007 · 2008 · 2009 · 2010 · 2011 · 2012 · 2013 · 2014 · 2015 · 2016 · 2017 · 2018 · 2019 · 2020 · 2021 · 2022 · 2023 · 2024 · 2025